# Arja vas
Arja vas (Duits: Arndorf) is een plaats in Slovenië en maakt deel uit van de gemeente Žalec in de statistische regio Savinjska. De plaats telde 531 inwoners op 1 januari 2020.

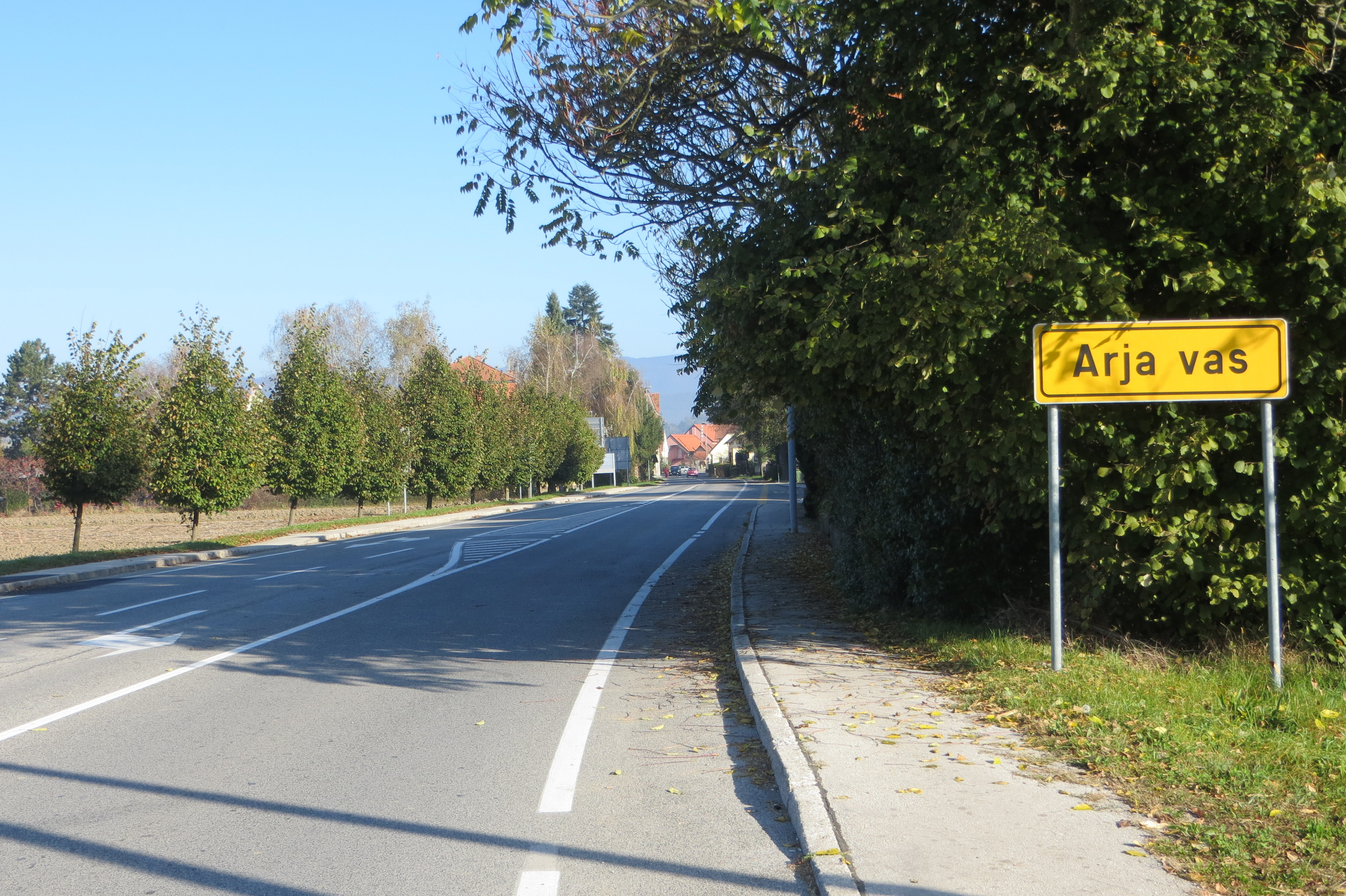
Doorgaande weg richting Arja vas